# ناحیه تاشکند
ناحیهٔ تاشکند (به ازبکی: Toshkent tumani، تاشکینت تومنی) یک ناحیه در ازبکستان است که در ولایتی با همین نام واقع شده است. این ناحیه، در همسایگی شمالی شهر تاشکند، پایتخت ازبکستان قرار گرفته شده است، و از شمال به مرز بین‌المللی با کشور قزاقستان ختم می‌شود. ناحیه تاشکند ۱۶۵ کیلومتر مربع مساحت و ۱۹۸٬۵۰۰ نفر جمعیت دارد.
این ناحیه برای اولین بار در سال ۱۹۷۵ میلادی تشکیل شد. در سال ۲۰۱۰ میلادی، این ناحیه منحل شده و به ناحیه زنگی‌آته ملحق شد. در سال ۲۰۱۷ میلادی، این ناحیه دوباره تأسیس شد.